# Grimmia madagassa
Grimmia madagassa är en bladmossart som beskrevs av Ferdinand François Gabriel Renauld och Jules Cardot 1909. Grimmia madagassa ingår i släktet grimmior, och familjen Grimmiaceae. Inga underarter finns listade i Catalogue of Life.